# David Kohlstedt

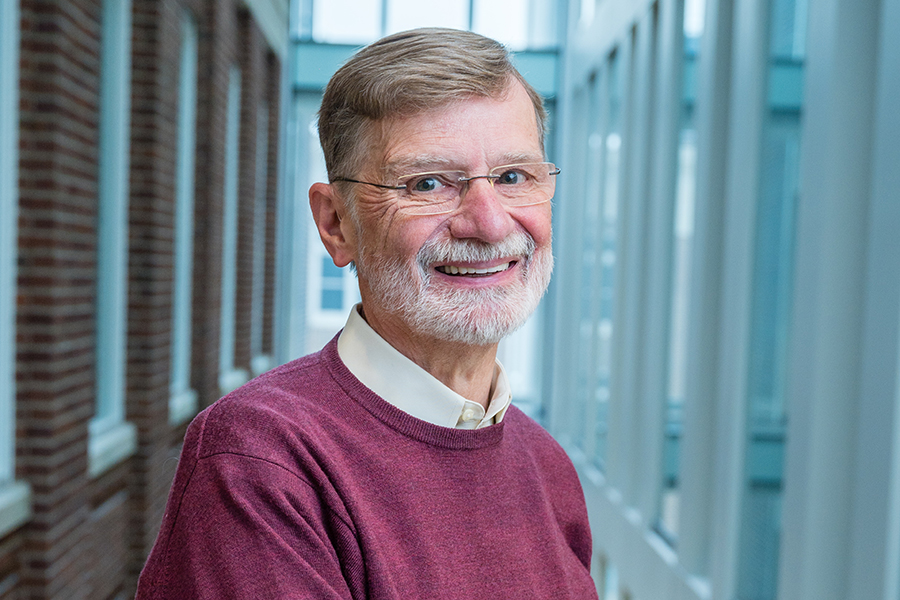
David Kohlstedt em 2023 na Universidade de Minessota

David L. Kohlstedt (c. 1943) é um geofísico estadunidense.
Kohlstedt obteve um grau de bacharel em 1965 na Universidade de Valparaíso e um mestrado em 1967 na Universidade de Illinois, onde obteve em 1970 um doutorado em física. No pós-doutorado esteve no Laboratório Cavendish da Universidade de Cambridge e de 1971 a 1975 na Michigan Technological University. Trabalhou também no Instituto de Tecnologia de Massachusetts com Christ Goetze e Bill Brace. Em 1975 foi professor assistente e depois professor da Universidade Cornell. A partir de 1989 foi professor da Universidade de Minnesota.
Foi dentre outras pesquisador convidado na Universidade Nacional da Austrália, na Universidade de Hanôver (1984), em 2005 foi Moore Scholar no Instituto de Tecnologia da Califórnia e em 1993/94 com um Prêmio Humboldt na Universidade de Bayreuth.
Recebeu a Medalha Louis Néel de 2005.,
Também recebeu a Medalha Hess de 2003 da American Geophysical Union e a Medalha Murchison de 2009. É membro da Academia Nacional de Ciências dos Estados Unidos (2009) e da Academia de Artes e Ciências dos Estados Unidos (2000).

## Publicações
- com B. K. Holtzman B.K.Shearing melt out of the Earth: An experimentalist’s perspective on the influence of deformation on melt extraction, Annual Review Earth Planet. Sci. 37, 2009, 561-593
- com S. Demouchy, S. E. Schneider, S. J. Mackwell, M. E. Zimmerman Experimental deformation of olivine single crystals at lithospheric temperatures, Geophys. Res. Lett. 36, L04304
- com S. J: Mackwell Strength and deformation of planetary lithospheres, in T. R. Watters, R. A. Schultz Planetary Tectonics, Cambridge University, 2010, 397-456
- com S. Mei, A. M. Suzuki, A.M., N. A. Dixon, N.A., W. B. Durham Experimental constraints on the strength of the lithospheric mantle, J. Geophys. Res.115, 2010, B08204
- com T. Hiraga Systematic distribution of incompatible elements in mantle peridotite: Importance of intra- and inter-granular melt-like  components,Contrib. Mineral. Petrol. 158, 2009, 149-167
- com S. Mackwell Diffusion of hydrogen and intrinsic point defects in Olivine, Z. Phys. Chemie, 207, 1998, 147-162
- com William Brace Limits of lithospheric stress imposed by laboratory experiments, J. Geophys. Research, 85, 1980, 6248-6252
- com David L. Goldsby: Superplastic deformation of ice: Experimental observations, Journal of Geophysical Research, Band 106, 2001, S. 11017-11030